# Oleksandr Bilanenko
Oleksandr Wiktorowytsch Bilanenko (ukrainisch Олександр Вікторович Біланенко; * 8. Januar 1978 in Sumy, Ukrainische SSR, Sowjetunion) ist ein ehemaliger ukrainischer Biathlet.

## Karriere
Oleksandr Bilanenko betreibt seit 1990 Biathlon. Er ist Sportsoldat und wird von Jurij Dmytrenko und M. Serdjuk trainiert. Seit 1999 gehört er dem ukrainischen Biathlon-Nationalteam an. Im selben Jahr gab er bei einem Einzel in Hochfilzen (60.) sein Debüt im Biathlon-Weltcup. 2004 bei einer Verfolgung in Östersund erreichte er sein bislang bestes Ergebnis in einem Einzelrennen.
2002 in Salt Lake City, 2006 in Turin und 2010 in Vancouver nahm Oleksandr Bilanenko an Olympischen Winterspielen teil. Seine besten Ergebnisse erreichte er 2002 und 2006 jeweils mit dem siebten Rang der Staffel, während es in Einzeldisziplinen nur für hintere Ränge reichte. 2010 war sein bestes Resultat der 22. Platz im Einzel. Mit der Staffel belegte er Rang acht.
Zwischen 2000 und 2013 nahm er an allen Biathlon-Weltmeisterschaften teil. Am erfolgreichsten waren für ihn neben der Team-Silbermedaille 2011 die Titelkämpfe 2004 in Oberhof, wo er im Einzel (8.), im Sprint (9.), im Massenstart (9.) und in der Staffel (7.) erfolgreich antrat. Ende der Saison 2004/2005 zählte man ihn zu den 20 besten Biathleten. In dieser seiner besten Zeit errang er bei den Winter-Universiaden 2003 und 2005 insgesamt 5 Medaillen, dabei 2005 einen kompletten Satz. Bei den Biathlon-Europameisterschaften war er zwischen 2001 und 2008 mit einem Titel im Einzel und drei Silbermedaillen in der Staffel (2002, 2005 und 2006) erfolgreich.
Nach der Zahl der Medaillen am erfolgreichsten war Bilanenko bei den Welt- und Europameisterschaften im Sommerbiathlon, wo er, verteilt über seine ganze Karriere, insgesamt 5 Gold- und 6 Silbermedaillen erhielt.
Oleksandr Bilanenko gehörte zu den treffsichersten Athleten im Biathlon. Regelmäßig lag seine Trefferquote weit über 85 %. Für die Saison 2007/2008 belegte er in der Liste der besten Schützen Rang zwei. Schwache läuferische Form verhinderten meist vordere Plätze.

## Privates
Oleksandr Bilanenko ist verheiratet, hat zwei Söhne und lebt in Sumy.

## Biathlon-Weltcup-Platzierungen
Die Tabelle zeigt alle Platzierungen (je nach Austragungsjahr einschließlich Olympische Spiele und Weltmeisterschaften).
- 1.–3. Platz: Anzahl der Podiumsplatzierungen
- Top 10: Anzahl der Platzierungen unter den ersten zehn (einschließlich Podium)
- Punkteränge: Anzahl der Platzierungen innerhalb der Punkteränge (einschließlich Podium und Top 10)
- Starts: Anzahl gelaufener Rennen in der jeweiligen Disziplin
- Staffel: inklusive Mixed- und Single-Mixed-Staffeln

| Platzierung              | Einzel | Sprint | Verfolgung | Massenstart | Staffel | Gesamt |
| ------------------------ | ------ | ------ | ---------- | ----------- | ------- | ------ |
| 1. Platz                 |        |        |            |             |         |        |
| 2. Platz                 |        |        |            |             | 1       | 1      |
| 3. Platz                 |        |        |            |             | 1       | 1      |
| Top 10                   | 3      | 2      | 1          | 2           | 44      | 52     |
| Punkteränge              | 16     | 28     | 26         | 5           | 53      | 128    |
| Starts                   | 39     | 82     | 47         | 5           | 54      | 227    |
| Stand: 27. November 2013 |        |        |            |             |         |        |